# Wzgórze Watykańskie
Watykan, Wzgórze Watykańskie (łac. mons Vaticanus, od viticino ’wróżba, przepowiednia’, wł. Colle Vaticano) – wzgórze w Rzymie, na prawym brzegu Tybru; od 1929 większość jego obszaru leży na terytorium państwa Watykan, enklawy w Rzymie.
Watykan nie zalicza się do siedmiu wzgórz Rzymu.
W średniowieczu rezydencją papieży był Pałac Laterański. Wzgórze Watykańskie było wówczas centrum duchowym, a bazylikę św. Piotra na Watykanie na swoją katedrę obrał tylko Symmach. W IX wieku Leon IV nakazał otoczyć murami teren między Górą Świętego Piotra a Tybrem, zamieniając wzgórze w ufortyfikowaną cytadelę. Wzgórze zostało następnie umocnione przez Eugeniusza III i Mikołaja III.
Od 1377 (powrót papieży z Awinionu) główną siedzibą papiestwa stał się Watykan. Niemniej świątynią biskupa Rzymu nie jest bazylika św. Piotra, ale św. Jana na Lateranie, która jest eksterytorialną własnością Stolicy Apostolskiej. W 1378 roku na Watykanie odbyło się pierwsze konklawe.
Na wzgórzu (oprócz bazyliki) znajdują się m.in. Pałac Apostolski i Ogrody Watykańskie. 
Wzgórze jest najniższym szczytem należącym do Korony Europy.